# Bernard Fey
Pour les articles homonymes, voir Fey.
Bernard Fey, né le 19 janvier 1890 et mort le 19 janvier 1968, est un chirurgien-urologue et professeur français.
Il est le premier lauréat de la médaille d'or de la Société internationale d'urologie en 1967.

## Biographie
Né à Paris en 1890, Bernard Frey commence son externat en 1908 puis son internat de médecine en 1911. L'année suivante, il fait son service militaire avant de passer deux ans comme soldat de 2e classe dans l'infanterie puis médecin auxiliaire, puis aide-major entre juin 1915 et janvier 1918, où il retrouve son maître Mocquot. Il est ensuite mobilisé en 1919.
Pendant son internat, il est successivement l'interne de Broca, Anselme Schwartz, Legueu et Pierre Duval. En 1922, il soutient sa thèse « L'infarctus chirurgical du rein et de ses rapports avec les hémorrhagies consécutives aux opérations rénales conservatrices ». Il devient chirurgien des hôpitaux en 1927 et s'oriente, guidé par son maître Legueu, vers l'urologie. Il devient alors chef de laboratoire, chef de clinique, assistant puis agrégé à la clinique de Necker avant de la quitter en 1939 pour rejointer l'hôpital Lariboisière. Il aura notamment pour interne René Küss.

## Sociétés savantes
- Membre de l'Académie nationale de chirurgie entre 1935 et 1968[1],[3],
- Membre de la section de chirurgie de l'Académie nationale de médecine entre 1957-1968[1].
- Membre honoraire de la British Association of Urological Surgeons[2].

## Récompenses et décorations
- Croix de guerre 1914–1918[1]
- Médaille d'or de la Société internationale d'urologie en 1967[1]